# Покомчи
Поко́мчи (покончи; Poqomchi') — индейское народ группы майя, живущий в центральной части Гватемалы (штаты Баха-Верапас и Альта-Верапас). Численность — 120 тыс. чел. (1978). Верующие — католики, протестанты.
Говорят на наречии покомчи покомского языка киче-мамской ветви майяских языков.

## Этогенез
По происхождению покомчи связаны с народами майя-киче. В Гватемалу пришли, вероятно, в 10-12 вв. с племенами киче. Ближе всего к соседнему племени покоманов, с которыми раньше составляли один народ, а впоследствии разделились. Покомчи в большей степени, чем покоманы, сохранили традиционную культуру.
Имели свои города-государства с центрами Чама, Чишой, Кахкон, Тамахон, Тукуру,
Паталь и др. Оказали очень сильное сопротивление испанцам, но после испанского завоевания попали в феодальную или полуфеодальную зависимость от помещиков. Многие работают на плантациях по найму.

## Хозяйство
Основные занятия — подсечно-огневое земледелие, скотоводство, охота, собирательство, пчеловодство, рыболовство. Основные культуры — кукуруза, фасоль, тыква, томаты, табак, хлопок, пшеница, сахарный тростник, плодовые, в 19 в. освоили картофель и кофе. Разводят овец, свиней, коров, лошадей, коз, мулов, птицу.
Ремёсла — гончарное (полихромная и рельефная керамика с орнаментом, сосуды, курильницы, статуэтки),
плетение (циновки, сумки, корзины), ткачество, плотничество, украшения из серебра, выделка кож, изготовление музыкальных инструментов, черепицы. Развита специализация в ремёслах по населённым пунктах.

## Традиционный быт
Покомчи живут в поселениях (пуэбло, от исп.pueblo, селение), планировка которых может быть как разбросанной, так и регулярной. Характерно деление поселений (и городов) на 2 −4 квартала по доиспанской традиции. В прошлом это были самостоятельные административные или ритуальные единицы, имели своего главу и представителей в городском совете.
Жилище — однокамерное, с каркасом из брёвен, прямоугольное. Крыша — высокая, двускатная, стены связаны из соломы, из ветвей, иногда глинобитные. В городах стены делают из адобов, белят, крыши — из черепицы.
Одежда — белые широкие штаны до икр, широкие навыпуск рубахи без воротника, широкий красный пояс, соломенные шляпы с платком, сандалии. Женская одежда — юбки в сборку или запашные, синие или тёмно-красные, блузы, уипили, шали, с орнаментом. В волосы вплетают цветные нити.

## Семья и социальные отношения
Семья — моногамная, малая, иногда большая. Поселение неолокальное. Общины преимущественно эндогамны. Распространены компадрасго и кофрадии, то есть мужские и женские ритуальные общества, и камарадерии, то есть общества неженатых мужчин.

## Верования
Распространены культы предков, богов гор, зверей, дождя, земледельческие культы и нагуализм. Практикуется шаманство и колдовство, совершаются паломничества к горным святилищам, жертвоприношения.

## Фольклор
Сложился танцевальный фольклор, есть свои легенды, сказки и песни.